# سارة تشادويك (ممثلة)
سارة تشادويك (بالإنجليزية: Sarah Chadwick)‏ هي ممثلة أسترالية، ولدت في 11 أغسطس 1960 في سيدني في أستراليا.

## وصلات خارجية
- سارة تشادويك (ممثلة) على موقع IMDb (الإنجليزية)
- سارة تشادويك (ممثلة) على موقع قاعدة بيانات الفيلم (الإنجليزية)